# Dvinica
La Dvinica (in russo Двиница?) è un fiume della Russia europea settentrionale, affluente di sinistra della Suchona. Scorre nei rajon Charovskij,  Meždurečenskij e Sokol'skij dell'Oblast' di Vologda.
Il fiume proviene dalle paludi Bolšie situate a sud-est di Charovsk. Nella parte superiore scorre a sud-est attraverso aree scarsamente popolate lungo il versante meridionale della cresta Charovskaja. Il canale in questo tratto è tortuoso, la corrente è media, le sponde sono boscose. Nel basso corso, il fiume piega bruscamente prima a ovest, e poi di nuovo a sud-est, costeggiando le creste collinari. La corrente rallenta, le sponde diventano paludose. Sfocia nella Suchona a 433 km dalla foce, 10 chilometri a nord di Šujskoe (centro del distretto Meždurečenskij). Ha una lunghezza di 174 km, il suo bacino è di 2 400 km².